# Soga no Umako
Soga no Umako (蘇我 馬子, 551? – 19 de juny de 626) era fill de Soga no Iname i un membre del poderós Clan Soga del Japó.

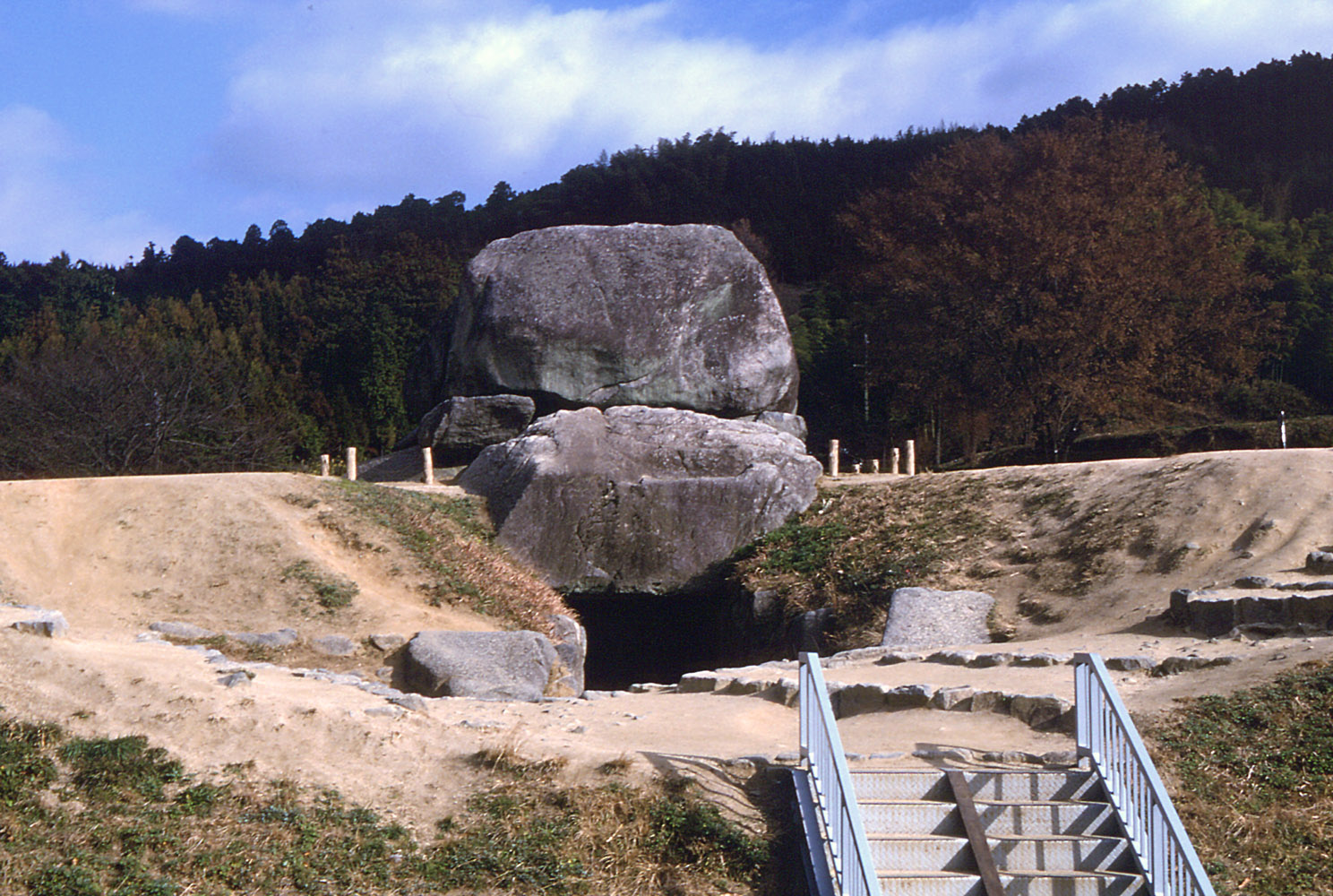
Elkofun Ishibutai és probable que sigui la tomba de Soga no Umako

Umako va dirigir reformes polítiques amb el Príncep Shōtoku durant el govern de l'Emperador Bidatsu i l'Emperadriu Suiko i va enfortir el clan Soga en el govern quan va casar la seva filla amb membres de la família imperial.
Al final del segle vi, Soga no Umako va propmoure el Budisme al Japó, religió que ell matix va adoptar. Va vèncer Mononobe no Moriya a la Batalla de Shigisen, i va assegurar el domini del clan Soga. El 15 de gener de l'any 593, les relíquies de Buddha Shakyamuni van ser dipositades en els fonaments de la pagoda a Asuka-dera (Hōkō-ji en aquella època), un temple que Umako va ordenar construir segons la secció Suiko del Nihongi.
Es creu que Ishibutai Kofun és la tomba de Soga no Umako.